# Pseudaletia consimilis
Pseudaletia consimilis är en fjärilsart som beskrevs av Moore 1881. Pseudaletia consimilis ingår i släktet Pseudaletia och familjen nattflyn. Inga underarter finns listade i Catalogue of Life.